# Козак Володимир Анатолійович
Володимир Анатолійович Козак (нар. 12 червня 1993, Ташкент, Узбекистан) — узбецький футболіст українського походження, півзахисник «Пахтакора» та національної збірної Узбекистану.

## Клубна кар'єра
Професіональну футбольну кар’єру розпочав 2010 року в «Пахтакорі», у складі якого дебютував в матчі проти іншого ташкентського клубу, «Буньодкора». У 2012 році відзначився 5-а голами в Суперлізі Узбекистану, в тому числі й двома голами у воротах «Бухари». Окрім цього допоміг клубу виграти чемпіонат Узбекистану. У сезоні 2014 року відзначився 5-а голами та допоміг команді вдруге виграти Суперлігу.

## Кар'єра в збірній
Виступав за юнацькі та молодіжну збірні Узбекистану. Учасник молодіжного чемпіонату Європи 2013 року в Туреччині.
29 травня 2014 року дебютував за національну збірну Узбекистану в товариському матчі проти збірної Оману.

## Досягнення
«Пахтакор»
- Суперліга Узбекистан
  -  Чемпіон (6): 2012, 2014, 2015, 2019, 2020, 2021

- Кубок Узбекистану
  -  Володар (4): 2009, 2011, 2019, 2020

- Кубок узбецької ліги
  -  Володар (1): 2019

юнацька збірна Узбекистану
- Юнацький (U-19) кубок Азії
  - 1/2 фіналу (1): 2012